# قسم النزاهة العامة
قسم النزاهة العامة ( PIN ) هو قسم من القسم الجنائي بوزارة العدل الأمريكية المكلف بمكافحة الفساد السياسي على جميع مستويات الحكومة من خلال محاكمة المسؤولين الحكوميين الفاسدين الفيدراليين والولائيين والمحليين المنتخبين والمعينين . 

## أنظر أيضاً
- لجنة الانتخابات الفيدرالية
- الاحتيال في الخدمات الصادقة
- فضيحة الضغط الهندي جاك أبراموف
- سكيلينغ ضد الولايات المتحدة (2010)